# Ögontjäneri
Ögontjäneri refererar till ett viss typ av beteende där en individ agerar på ett sätt som avsiktligt framställer denne i ett positivt ljus. Detta görs vanligtvis i syfte att skapa ett positivt intryck för att därigenom uppnå personlig vinning. Termen härstammar från det svenska ordet ögontjänare som traditionellt används för att beskriva en person som utgör sina arbetsuppgifter med större flit och engagemang när de är under uppsikt, särskilt inför auktoriteter eller under situationer där deras insatser endast är synliga inför andra personer.

## Etymologi
Ordet "ögontjäneri" i svenskan har sin etymologi i begreppet "ögontjänare". Denna term är sammansatt av orden "öga" och "tjänare", vilket bokstavligen kan tolkas som någon som tjänar under ögats övervakning eller för ögats skull. Begreppet har använts sedan 1600- talet i svenskan och har historiskt haft en negativ konnotation, då det ofta associeras med hyckleri eller insinceritet.

## Ursprung och användning
Begreppet har historiska rötter som sträcker sig tillbaka till medeltiden och det finns även referenser till fenomenet i bibliska skrifter. 
Ögontjäneri är ett beteende som finns i olika kulturer världen över, med olika nyanser i olika språk. Det är ett universiellt fenomen. På engelska används termen "eye-service", vilket är en direkt översättning från det svenska "ögontjänare". 
I Japan är konceptet "honne" och "tatemae" centrala för att förstå sociala interaktioner. "Honne" refererar till en individs sanna känslor och önskningar, som oftast hålls privata. Termen "honne" kan översättas som "sann ljud". "Tatamae" å andra sidan, avser beteende och åsikter som individen offentligt visar, vilket fungerar som en fasad. Denna uppdelning, som betonar skillnaden mellan en individs ärliga känslor och yttre framställning blev framträdande i den japanska kulturen under efterkrigstiden och fortsätter än idag vara en väsentlig del av den sociala dynamiken i Japan. 

## Psykologiska aspekter
Ur ett psykologiskt perspektiv betraktas ögontjäneri som en form av manipulation eller social strategi. Det kan även kopplas till begrepp som falskhet och hyckleri. Inom arbetspsykologin kan det ses som ett sätt att förbättra sin position eller status i en arbetsmiljö genom att medvetet framhäva sina bidrag när de är som mest synliga. I psykologin kan ögontjäneri även kopplas till begrepp som självpresentation eller intrycksstyrning. Detta grundar sig hur individer anpassar sitt beteende för att påverka hur andra uppfattar dem. I boken The Presentation of Self in Everyday Life (1959)', svensk översättning: Jaget och maskerna) introducerade sociologen Erving Goffman begreppet intrycksstyrning eller intrycksmanipulation. Detta begrepp är en central del av Goffmans dramaturgiska perspektiv på samhällsinteraktioner. Goffman använder teater som en analogi för att beskriva hur individer agerar i det sociala livet. Han argumenterar för att människor, likt skådespelare, framför sig själva i olika sociala situationer, med andra människor som åskådare. Det huvudsakliga syftet med intrycksstyrning, enligt Goffman, är att framställa sig själv i ett fördelaktigt ljus som överensstämmer med de rådande normerna och reglerna i en given situation och den specifika roll som individen spelar dramaturgiska perspektiv på samhället. 